# Тепловая трубка
Теплова́я тру́бка, теплова́я тру́ба, теплотру́бка (англ. heat pipe) — элемент системы теплообмена, принцип работы которого основан на том, что в закрытых трубках из теплопроводящего металла (например, меди)  и других материалов находится легкокипящая жидкость. Перенос тепла происходит за счёт того, что жидкость испаряется на горячем конце трубки, поглощая теплоту испарения, и конденсируется на холодном, откуда перемещается обратно на горячий конец.
Тепловые трубки бывают двух видов: гладкостенные и с пористым покрытием изнутри. В гладкостенных трубках сконденсировавшаяся жидкость возвращается в зону испарения под действием исключительно силы тяжести — иными словами, такая трубка будет работать только в положении, когда зона конденсации находится выше зоны испарения, а жидкость имеет возможность стекать в зону испарения. Тепловые трубки с наполнителем (фитилями, керамикой и т. п.) могут работать практически в любом положении, поскольку жидкость возвращается в зону испарения по его порам под действием капиллярных сил, а сила тяжести в этом процессе играет незначительную роль.
Материалы и хладагенты для тепловых трубок выбираются в зависимости от условий применения: от жидкого гелия для сверхнизких температур до ртути и даже индия для высокотемпературных применений. Однако большинство современных трубок в качестве рабочей жидкости используют аммиак, воду, метанол и этанол.

## История
Основной принцип работы тепловых трубок с использованием гравитации (т. н. двухфазные термосифоны) датируется веком пара. Современные концепции с использованием капиллярного эффекта в тепловых трубках предложены R.S. Gaugler из General Motors в 1942 г. (патент US2448261A). Преимущества капиллярных систем были также независимо проработаны и продемонстрированы Джорджом Грувером (George Grover) из Лос-Аламосской национальной лаборатории в 1963 году и впоследствии опубликованы в Journal of Applied Physics.

## Рабочие тела
| Вещество      | от, К | до, К |
| ------------- | ----- | ----- |
| Гелий, жидкий | 2     | 4     |
| Вода          | 298   | 573   |
| Этанол        | 273   | 403   |
| Метанол       | 283   | 403   |
| Аммиак        | 213   | 373   |
| Ртуть         | 523   | 923   |
| Натрий        | 873   | 1473  |
| Индий         | 2000  | 3000  |

## Ограничения
Имеют ограниченный эффективный диапазон использования. При превышении расчетной температуры вся охлаждающая жидкость может перейти в пар, что приведет к катастрофическому снижению теплопроводности трубки (до 1/80). И наоборот, при недостаточной температуре жидкость плохо испаряется.

## Применение
Такой же принцип используется в походных печах.

### Микроклимат в помещении
Трубки с успехом используются в системах отопления, вентиляции и кондиционирования (HVAC), в частности в системах рекуперации воздуха, когда удаляемый из помещения воздух обменивается теплом со свежим, поступающим с улицы. Производители таких систем заявляют об их эффективности на уровне 75%.

### Космос
Компактность и эффективность термотрубок — причина широкого применения в космической технике. При этом приходится учитывать такие особенности работы в космосе, как: микрогравитация, рассеивание энергии только за счёт излучения, ограниченность электрической мощности, в связи с чем предпочтение отдаётся пассивным системам, большой срок службы, в связи с невозможностью (или крайней ограниченностью) технического обслуживания.
Компьютерная техника
Тепловые трубки широко применяются в компьютерных системах охлаждения, особенно, в составе ноутбуков, моноблоков и неттопов. Всегда применяются для охлаждения мощных процессоров и видеокарт в игровых компьютерах и в серверах, присутствуют в том числе и в игровых консолях. Для создания систем пассивного (безвентиляторного) охлаждения процессоров и видеочипов тепловые трубки незаменимы - для отведения тепла очень большому радиатору, или на корпус компьютера с развитым оребрением.